# 宇山久兼
宇山 久兼（うやま ひさかね）は、戦国時代の武将。尼子氏の家臣。

## 出自
宇山氏は近江源氏庶流・佐々木氏の一流。佐々木頼綱の弟・輔綱が鳥山氏を名乗りその子孫が宇山氏に改姓したとされる。

## 生涯
尼子経久の代から仕える。その孫・晴久の天文9年（1540年）の吉田郡山城攻め、永禄元年（1558年）・永禄3年（1560年）の石見国攻めなどに参加した。
永禄5年（1562年）から毛利元就が月山富田城攻めを起こすと、久兼は主君・尼子義久を懸命に励まし、元就による兵糧攻めが行なわれても、私財を投げ打って兵糧を調達するなど、忠臣として大いに活躍した。しかし、大塚与三衛門の讒言により、義久によって城中にて殺害された。久兼の死により、籠城戦に必死に耐えていた尼子軍は総崩れとなり、滅亡へと向かって行くこととなった。

## 宇山誠明と宇山飛騨守
一方で、宇山姓の尼子方武将は宇山誠明や宇山飛騨守と名乗る別人もいる。宇山一族の大半は義久により粛清されたとされるが、宇山誠明は降伏時まで富田城に在城しており、二宮俊実が記した「義久様へ之御供之衆」では移送時の同行者一覧の筆頭に名があり、義久の幽閉先まで同行を許されているのが分かり、その後安芸志道で病死した。
誠明は尼子義久が江見氏等の美作国人に宛てた文書にも「宇山右京亮」として度々登場しており、他の江見左衛門佐宛の文書には「宇山飛騨守は死んだが動揺することはない」というものがある。
つまり、同行者一覧で筆頭に居た宇山誠明は生きていたが、宇山飛騨守は誅殺されたことになり、この宇山飛騨守が後に宇山久兼として伝わったものだと思われる。ただ、宇山飛騨守の尼子家臣としての立場は、重臣佐世清宗・牛尾幸清・中井綱家・立原幸綱・川副久盛と比べると格下だったと思われる。

## 関連作品
- 『毛利元就』（1997年、NHK大河ドラマ、演：磯部勉）[2]